# Indisch-israelische Beziehungen
Die Indisch-israelischen Beziehungen sind die bilateralen Beziehungen zwischen Indien und dem Staat Israel. Beide Länder haben 1992 offizielle diplomatische Beziehungen etabliert, auch wenn schon seit der Gründung Israels informelle Kontakte bestanden haben. Beide Länder haben seitdem enge Beziehungen aufgebaut und sind zu strategischen Partnern geworden. Indien zählt zu den wichtigsten Verbündeten Israels in Asien. So kooperieren beide Länder militärisch und sicherheitspolitisch. Auch wirtschaftlich sind beide Länder eng verbunden, was in einem steigenden Handelsaustausch zwischen beiden Ländern zum Ausdruck kommt.
Die Geschichte der Juden in Indien reicht Jahrtausende zurück. Seit der Gründung Israels sind die meisten indischen Juden nach Israel ausgewandert, weshalb knapp 85.000 Juden indischer Abstammung in Israel leben.

## Geschichte

### Frühe indisch-jüdische Kontakte

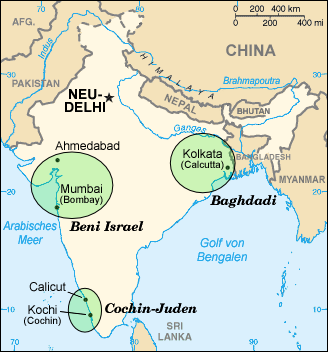
Hauptsiedlungsräume indischer Juden

Ausgrabungen in Tel Megiddo zeigen Beweise für indisch-mediterrane Handelsbeziehungen aus der Mitte des zweiten Jahrtausends v. Chr. zwischen Südasien und der südlichen Levante, da sie das Vorhandensein von Kurkuma, Bananen und Sesam belegen, die alle aus Südasien stammen. Das Wissen der alten Hebräer über die Existenz Indiens wird durch die Erwähnung Indiens in der Bibel belegt. Der antike Handel und Austausch zwischen Indien und der Levante sind im Periplus Maris Erythraei und in den Berichten über die Königin von Saba in der hebräischen Bibel dokumentiert. Die Juden, die sich in Kochi, Kerala, niedergelassen haben, führen ihren Ursprung auf die Zeit König Salomons zurück und werden Cochin-Juden genannt. Einige Jahrhunderte später sollen die Beni Israel nach Indien gelangt sein. Die Handelsbeziehungen zwischen Indien und Palästina und den jüdischen Gemeinden im Mittelmeerraum bestanden von der Antike bis in die Neuzeit, wodurch beide Kulturen sich gegenseitig beeinflussten. Die Paradesi-Juden wanderten im 15. und 16. Jahrhundert nach der Vertreibung der Juden aus Spanien nach Kerala ein. Verschiedene jüdische Gemeinschaften trugen so zu der großen religiösen und kulturellen Vielfalt des indischen Subkontinents bei.

### Informelle Beziehungen nach der Gründung Israels (1948–1991)

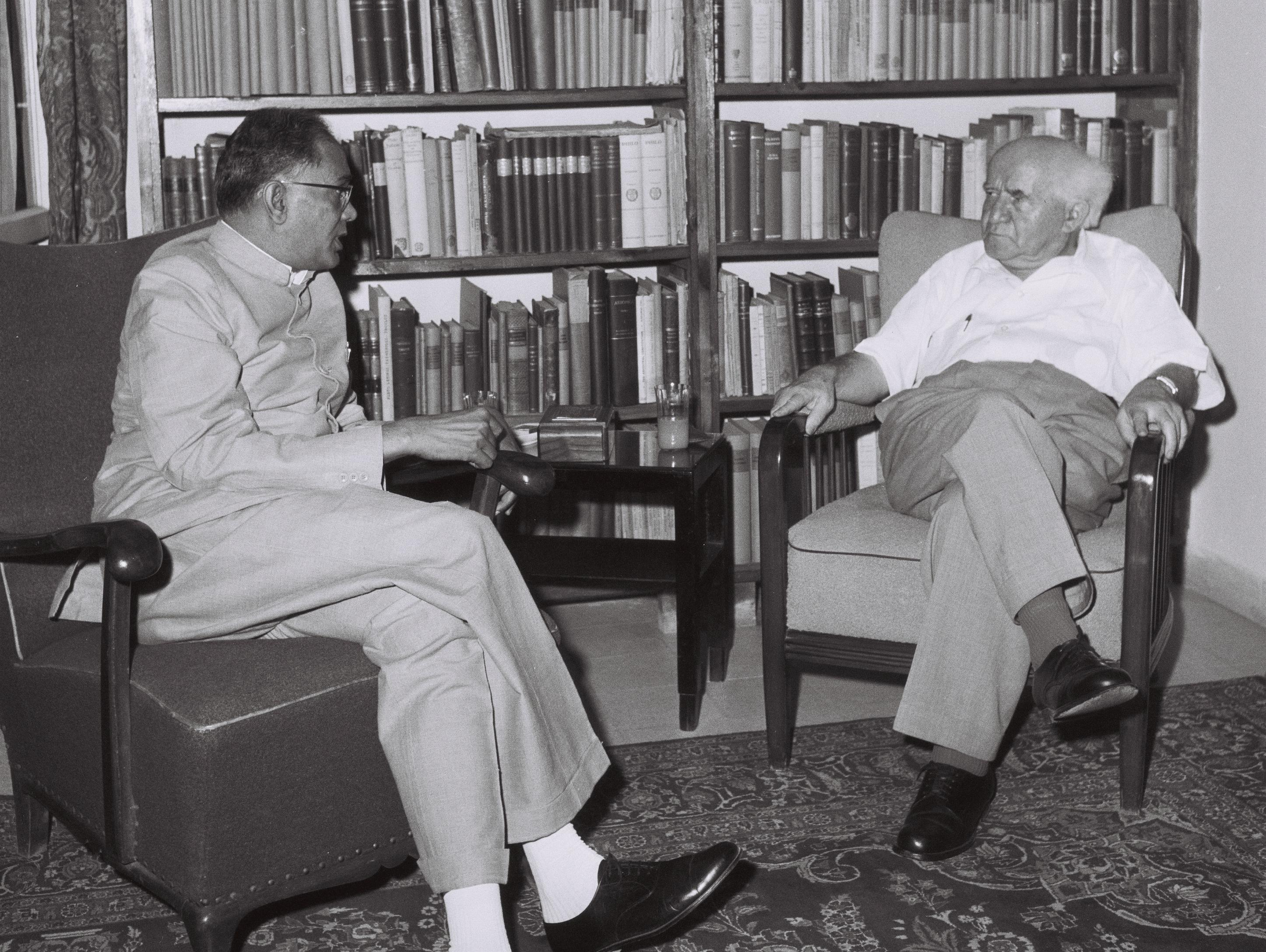
Jayaprakash Narayan und David Ben-Gurion (1958)

Indien und Israel erlangten ihre staatliche Unabhängigkeit beide von Großbritannien in der Zeit unmittelbar nach dem Ende des Zweiten Weltkriegs. Die Haltung Indiens zur Gründung des Staates Israel wurde von vielen Faktoren beeinflusst, darunter Indiens eigene Teilung anhand religiösen Linien und Indiens Beziehungen zu anderen Nationen, darunter denen der arabischen Welt. Mohandas Gandhi, der Führer der indischen Unabhängigkeitsbewegung, sympathisierte mit dem Schicksal der Juden,  vertrat allerdings die Ansicht, dass die Araber die rechtmäßigen Bewohner Palästinas seien und lehnte die Gründung Israels deshalb ab. Albert Einstein schrieb am 13. Juni 1947 einen vierseitigen Brief an Jawaharlal Nehru, um Indien davon zu überzeugen, die Gründung eines jüdischen Staates zu unterstützen. Nehru lehnte jedoch ab. Indien stimmte gegen den UN-Plan zur Aufteilung Palästinas von 1947 und stimmte auch gegen die Aufnahme Israels in die Vereinten Nationen im Jahr 1949. Einige Hindunationalisten in Indien sympathisierten jedoch schon früh mit dem Zionismus und unterstützten die Gründung eines jüdischen Staats.
Am 17. September 1950 erkannte Indien den Staat Israel offiziell an, wobei Nehru die Existenz Israels als „Fakt“ anerkannte und Indien durfte ein Konsulat in Bombay eröffnen, über das zahlreiche Juden nach Israel auswandern konnten. Die Beziehungen blieben allerdings informell, da indische Politiker fürchteten, die arabischen Staaten und auch die eigene muslimische Minderheit zu verärgern. Als führendes Mitglied der Bewegung der Blockfreien Staaten unterhielt Indien gute Beziehungen zur Sowjetunion und den Staaten der Arabische Liga, die Israel feindlich gesinnt waren. Auf ideologischer Ebene sah die in dieser Zeit in Indien vorherrschende politische Partei, der Indische Nationalkongress, Israel kritisch, weil sie es für einen auf der Religion basierenden Staat hielt, ähnlich wie Pakistan. Der indische Geheimdienst Research and Analalysis Wing unterhielt dennoch schon seit den 1960er Jahren Kontakte zum Mossad und tauschte Informationen aus. Die militärische Kooperation beider Staaten begann 1971, als Israels Golda Meir Indiens Indira Gandhi während des Bangladesch-Kriegs im Geheimen mit Waffen und Munition gegen Pakistan unterstützte. Im Jahre 1977 besuchte Mosche Dajan Indien.

### Nach der Aufnahme voller diplomatischer Beziehungen nach 1992

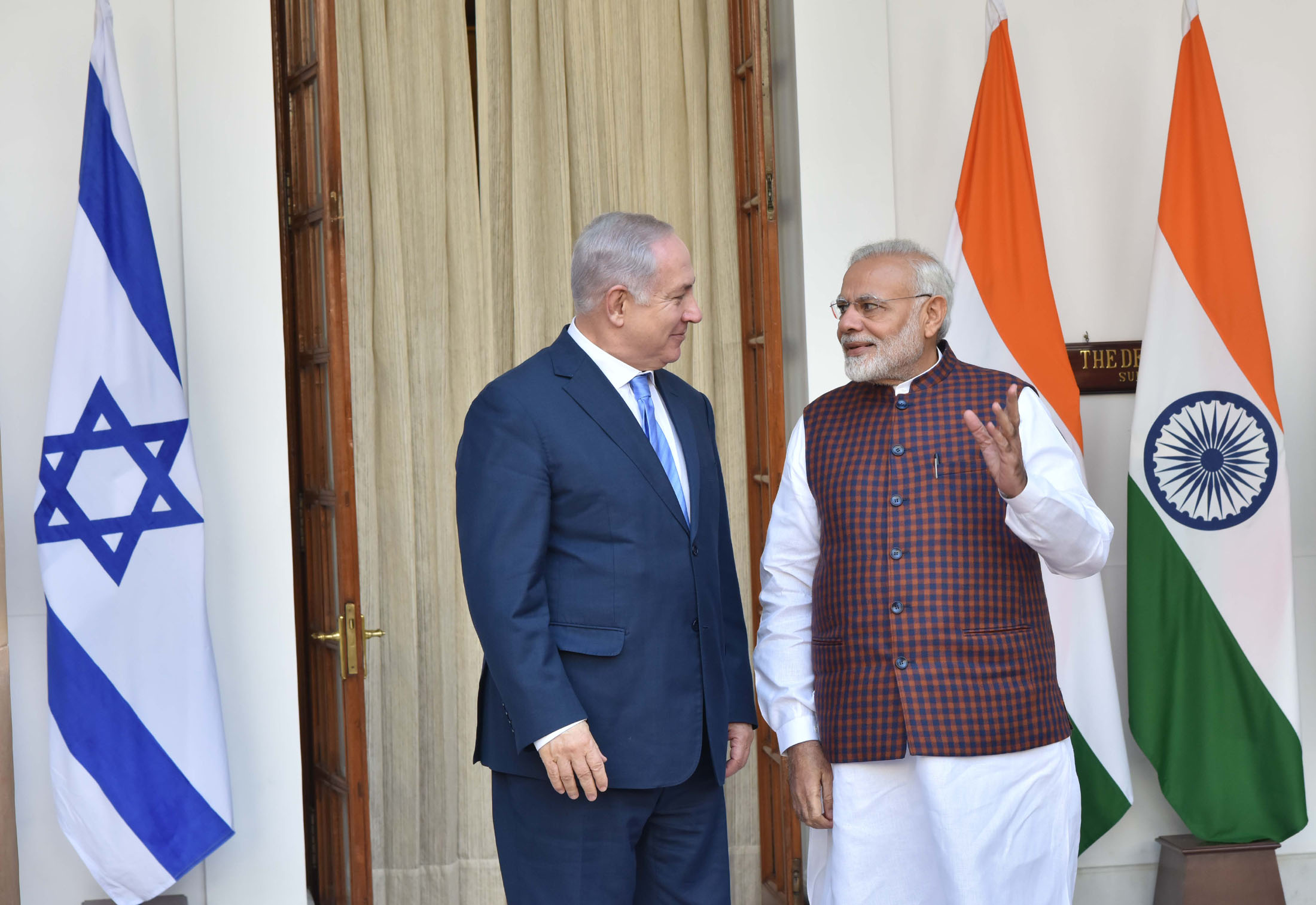
Benjamin Netanjahu und Narendra Modi (2018)

Nach jahrzehntelanger blockfreier und pro-arabischer Politik nahm Indien im Januar 1992 mit der Eröffnung einer Botschaft in Tel Aviv offiziell Beziehungen zu Israel auf. Die Beziehungen zwischen den beiden Nationen sind seitdem vor allem aufgrund gemeinsamer strategischer Interessen und Sicherheitsbedrohungen gewachsen. Ezer Weizman war 1997 der erste israelische Staatspräsident, der Indien besuchte. Im Jahr 1999 unterstützte Israel Indien im Kargil-Krieg mit Waffen und Munition. Diese Unterstützung trug dazu bei, dass Israel zu einem der wichtigsten Waffenlieferanten Indiens aufstieg. Die wirtschaftlichen, politischen, kulturellen und diplomatischen Kontakte wurden in der Folgezeit deutlich ausgebaut.
Im Juli 2017 besuchte Narendra Modi als erster indischer Premierminister überhaupt Israel. Es wurde festgestellt, dass Premierminister Modi während seiner Reise Palästina nicht besuchte und damit von der Konvention abwich. Mit der einzigen Ausnahme von Unionsminister Rajnath Singh hatten frühere Reisen indischer Politiker Besuche sowohl in Israel als auch in Palästina umfasst. Bei dem Besuch wurde eine engere Zusammenarbeit im Bereich der Raumfahrt und der Wirtschaft vereinbart, einschließlich der Auflage eines gemeinsamen Investitionsfonds zur Förderung von Innovation. Beide Länder vereinbarten die Erhebung der bilateralen Beziehungen zu einer strategischen Partnerschaft.
Im Januar 2018 fand anlässlich des 25-jährigen Bestehens der indisch-israelischen Beziehungen ein Besuch des israelischen Premierministers Benjamin Netanjahu in Indien statt. Dieser Besuch war der erste seit dem Besuch eines israelischen Premierministers seit dem von Ariel Scharon in Indien im Jahr 2003.
Beide Länder wurden im Oktober 2021 zusammen mit den USA und den Vereinigten Arabischen Emiraten Teil der Staatengruppe I2U2. In der ersten gemeinsamen Erklärung der Gruppe, die am 14. Juli 2022 veröffentlicht wurde, heißt es, dass die vier Länder bei „gemeinsamen Investitionen und neuen Initiativen in den Bereichen Wasser, Energie, Verkehr, Raumfahrt, Gesundheit und Ernährungssicherheit“ zusammenarbeiten wollen. Der Zusammenschluss wurde als „Indo-abrahamische“ Allianz zur Errichtung einer neuen Ordnung in Vorderasien interpretiert.

## Wirtschaftliche Beziehungen
Das Handelsvolumen zwischen beiden Ländern ist von 200 Millionen US-Dollar 1992 auf 5,65 Milliarden US-Dollar im 2018/19 gestiegen. Knapp 40 Prozent des bilateralen Handels besteht aus Diamanten, da beide Länder eine führende Rolle im globalen Handel mit Edelsteinen einnehmen. Aber auch Maschinen, Lebensmittel, pharmazeutische Produkte, Rüstungsgüter und Informations- und Kommunikationstechnik wird zwischen beiden Ländern gehandelt. Beide Länder haben 2006 ein Kooperationsabkommen zur Zusammenarbeit in der Landwirtschaft abgeschlossen und Indien vertraut auf israelische Expertise und Technologie zur Steigerung seiner Agrarproduktion.
Zwischen Indien und Israel bestehen Direktflüge und 2018 besuchten über 50.000 Israelis Indien als Touristen. Zahlreiche junge Israelis bereisen traditionell Indien nach dem Ende ihres Wehrdienstes in den Israelischen Verteidigungsstreitkräften. Besonders die Strände von Goa sind bei israelischen Touristen beliebt.

## Militärische und sicherheitspolitische Zusammenarbeit

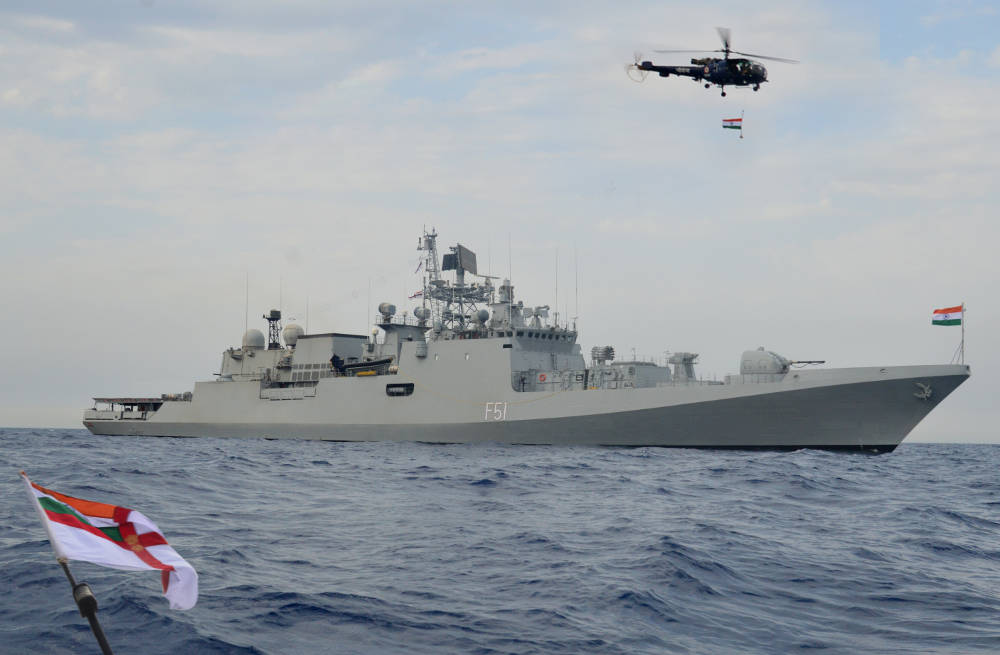
INS Trikand beim Einlaufen in den Hafen von Haifa, Israel (2015)

Israel hat Indien in seinem Konflikt mit Pakistan seit den 1970er Jahren unterstützt und ist einer der wichtigsten Waffenlieferanten. Neu-Delhi fand in der israelischen Verteidigungsindustrie eine nützliche Quelle für Waffen, die es mit fortschrittlicher Militärtechnologie versorgen konnte. In den 1990er unterstützte Israel trotz internationaler Sanktionen das Ballistische Raketenprogramm Indiens. So wurde die Grundlage für einen Waffenhandel geschaffen, der 2016 fast 600 Mio. US-Dollar erreichte und Israel nach Russland zur zweitgrößten Quelle für Verteidigungsgüter für Indien machte. Indische und israelische Streitkräfte arbeiten eng zusammen und 2017 nahmen indische Soldaten erstmals an der jährlichen Militärübung Blue Flag teil. 2021 wurde ein Abkommen zur gemeinsamen Entwicklung von neuer Verteidigungstechnologie geschlossen. Das Abkommen erleichtert die gemeinsame Produktion von Verteidigungstechnologie darunter Drohnen, Robotik, künstliche Intelligenz, Quantentechnologie und andere Bereiche. Die Produktion wird von beiden Streitkräften gemeinsam finanziert, und alle im Rahmen des Abkommens entwickelten Technologien können von beiden Ländern genutzt werden.
Als der Research and Analysis Wing (RAW) im September 1968 von R.N. Kao gegründet wurde, empfahl ihm die damalige Premierministerin Indira Gandhi, Verbindungen zum Mossad aufzubauen. Dies wurde als Gegenmaßnahme zu den militärischen Verbindungen zwischen Pakistan und China sowie zu Nordkorea vorgeschlagen. Israel war auch besorgt darüber, dass pakistanische Armeeoffiziere Libyer und Iraner im Umgang mit chinesischem und nordkoreanischem Militärgerät ausbildeten. Beide Dienste begannen daraufhin Informationen auszutauschen. Beide Länder kooperieren eng bei der Terrorabwehr. Im November 2015 berichtete die Times of India, dass Agenten des Mossad und des MI5 Premierminister Narendra Modi während seines Besuchs in der Türkei beschützt haben. Modi befand sich zuerst auf einem Staatsbesuch im Vereinigten Königreich und nahm daraufhin am G-20-Gipfel 2015 in Antalya (Türkei) teil.
Die Israel Space Agency (ISA) und die Indian Space Research Organisation (ISRO) arbeiten eng zusammen, seitdem 2002 ein Kooperationsabkommen unterzeichnet wurde. Der israelische Aufklärungssatellit TechSAR 1 wurde 2008 mithilfe einer indischen PSLV-Trägerrakete ins All gebracht.

### Position Indiens im Nahostkonflikt
Während des Kalten Krieges war Indien ein Unterstützer der Palästinenser und der Palästinensischen Befreiungsorganisation (PLO). Indien erkannte den 1988 ausgerufenen Staat Palästina im selben Jahr an. Mit der engen Sicherheitspartnerschaft zwischen Israel und Indien hat diese Position sich gewandelt, besonders nach dem Amtsantritt des Hindunationalisten Narendra Modi als Premier Indiens 2014. Nach der israelischen Operation Protective Edge im Gazastreifen warf ein UNHRC-Bericht Israel Kriegsverbrechen vor. Eine UNHRC-Resolution zur Verurteilung Israels wurde daraufhin im Juli 2015 zur Abstimmung vorgelegt. Indien enthielt sich als eines von fünf Ländern der Stimme. 41 Länder stimmten dafür, die Vereinigten Staaten waren die einzige Gegenstimme.
Nach dem Terrorangriff der Hamas auf Israel 2023 zeigte Indien sich solidarisch mit Israel, im Gegensatz zu den meisten anderen Ländern des globalen Südens.